# Ahja kommun
Ahja vald är en kommun i Estland.   Den ligger i landskapet Põlvamaa, i den sydöstra delen av landet, 190 km sydost om huvudstaden Tallinn. Antalet invånare är 1 115. Arean är 72 kvadratkilometer.
Terrängen i Ahja vald är platt.
Följande samhällen finns i Ahja vald:
- Ahja
- Kärsa